# Somport
Somport és un coll de muntanya als Pirineus centrals, que uneix els estats de França i Espanya. Està situat a 1.632 metres d'altitud, entre les valls de l'Aragó i la vall d'Aspa occitana. El seu nom ve del llatí Summus portus (coll més elevat), sent un dels camins per a creuar la serralada més populars per militars, mercaders i pelegrins del Camí de Sant Jaume.

## Història
Els romans hi construïren una calçada anomenada Via Tolosana, tant per al desplaçament de tropes com per al comerç.
Durant la decadència de l'Imperi Romà, durant els segles iv i v, va ser el pas d'entrada per als pobles germànics com els vàndals o els visigots.
Al segle viii va ser el pas emprat pels musulmans per a arribar al Regne Franc després de conquerir la península Ibèrica.
El pas va ser fortificat pels Hasburgs al segle xvi, per defensar-se d'una possible invasió francesa, que no va arribar fins al 1808, durant la Guerra del Francès. L'exèrcit francès també va utilitzar aquest pas per a la seva retirada el 1814.

## En l'actualitat

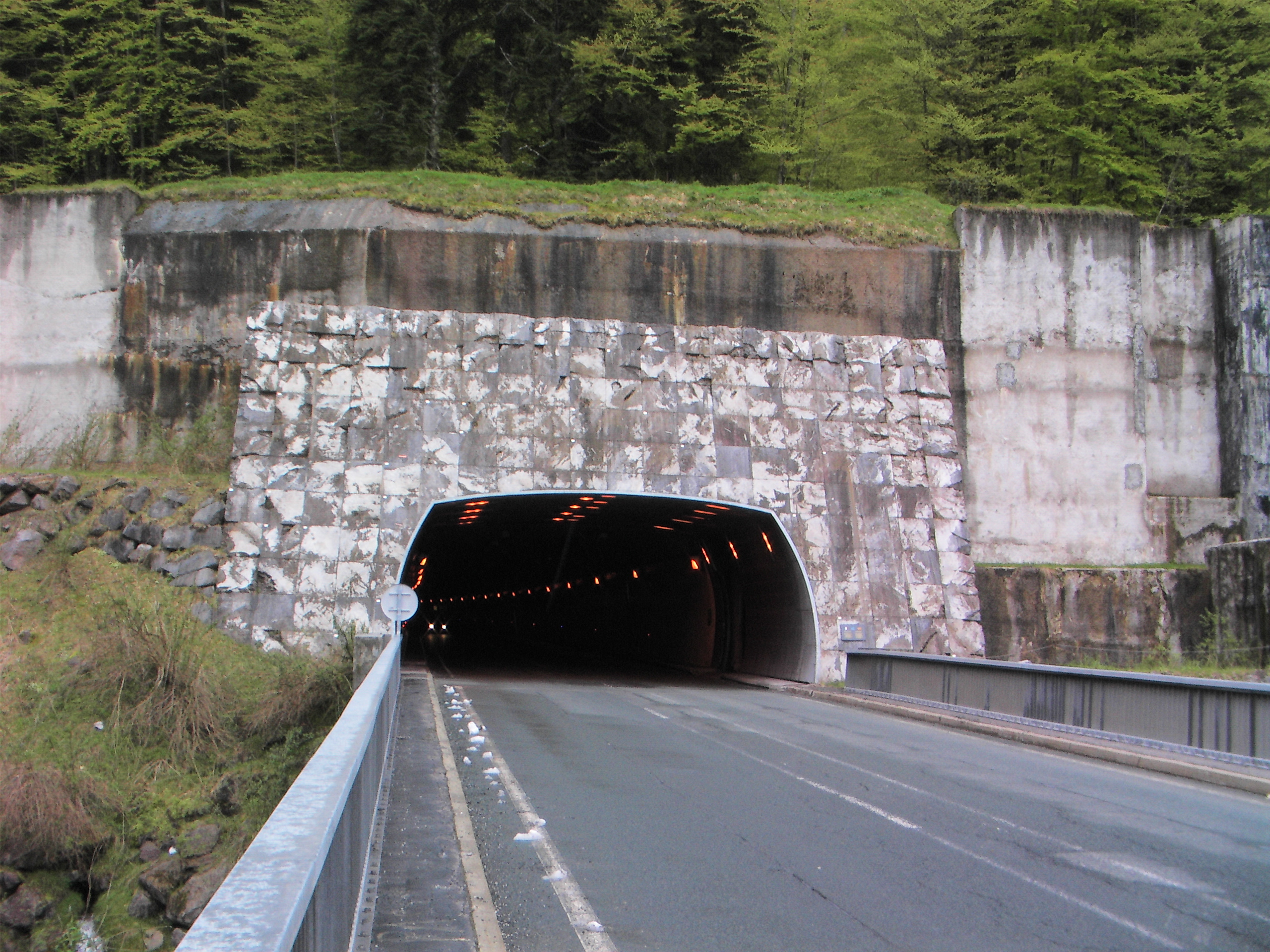
Túnel de Somport nou

Un antic túnel ferroviari facilitava les comunicacions entre Canfranc i Pau evitant haver de pujar pel coll. Aquest va ser inaugurat el 1928 i tancat el 27 de març del 1970 degut a un accident.
Des del 2003 existeix un túnel per a vehicles, de 8.608 metres de longitud a una alçada de gairebé 1200 metres. Va ser inaugurat el 7 de febrer del 2003, amb un cost d'uns 160 milions d'euros per a l'estat espanyol i de 91,5 milions per a la República francesa.
Hi va haver una forta oposició, sobretot al cantó francés, al considerar que el túnel destruiria la bellesa natural de la vall d'Aspe, demanant l'alternativa de reobrir l'antiga línia ferroviària Pau-Canfranc.

## Camí de Sant Jaume
És l'origen del Camí de Sant Jaume aragonès, amb una distància fins a Santiago de Compostel·la de 858 quilòmetres, sent uns cent quilòmetres més llarg que el camí navarrès que entra per Roncesvalls. Al coll de Somport hi ha un petit monument al pelegrí, havent-hi al vessant aragonès unes ruïnes d'un hospital de pelegrins de l'edat mitjana, el de Santa Cristina, que tingué gran importància als segles xii i xiii, i entrà en declivi fins a desaparèixer en 1706. Els canonges que l'atenien formaren l'Orde de Santa Cristina de Somport, amb comandes al Bearn, Aragó, Navarra i Castella.
Va ser el pas més popular per a creuar els Pirineus pels pelegrins del Camí de Sant Jaume fins a la pacificació dels bandits navarresos i bascos al segle xii, que va fer més segur el pas per Roncesvalls.